# Bibi, nom d'une sorcière
Pour les articles homonymes, voir Bibi.
 (janvier 2013).
Si vous disposez d'ouvrages ou d'articles de référence ou si vous connaissez des sites web de qualité traitant du thème abordé ici, merci de compléter l'article en donnant les références utiles à sa vérifiabilité et en les liant à la section « Notes et références ».
Bibi, nom d'une sorcière (Bibi Blocksberg) est une série télévisée d'animation allemande composée d'un film sorti le 17 octobre 1994 et de 52 épisodes de 26 minutes diffusés du 22 décembre 1997 au 8 décembre 2012 sur ZDF. Elle est inspirée d'une série radiophonique créée en 1980 par Elfie Donnelly.
En France, elle a été diffusée à partir de 2007 sur Gulli.

## Synopsis
Bibi Blocksberg est une petite fille âgée de 13 ans, mais c'est aussi une sorcière, comme sa mère et sa grand-mère avant elle. Sa vie se partage entre le quotidien de l'école, comme tous les enfants, et les aventures que lui apportent ses pouvoirs de sorcière, par exemple lorsqu'elle se promène sur son balai volant.

## Fiche technique
- Titre original : Bibi Blocksberg
- Titre français : Bibi, nom d'une sorcière
- Scénario : d'après les personnages créés par Elfie Donnelly
- Musique : Heiko Rüsse, Wolfgang W. Loos
  - Chanson du générique français interprétée par Lady Fanny
- Société de production : Kiddinx Studios
- Pays :  Allemagne
- Langue originale : allemand
- Nombre d'épisodes : 39 (4 saisons)
- Durée : 26 minutes
- Première diffusion : ZDF (Allemagne), Gulli (France, 2007)

## Distribution
- Jennifer Fauveau : Bibi Blocksberg
- Ninou Fratellini : Barbara Blocksberg
- Mathieu Buscatto : Bernard Blocksberg, Grand Sachem, Dino, Zafetti
- Jessica Barrier : Marina
- Arthur Pestel : Joachim, Malin, Perroquet, Florian, Curiosus, M. Finnegan, Bedi, Abraxas, Jules, Marmiton
- Michèle Bardollet : Mme Martin-Rabajoie, Zeta, Ordisorcière, Acnéa, la comtesse Dubridge
- Laëtitia Godès : Carla Caramba, Margie Thunderstorm
- Olivier Destrez : Eddie Eddison, Patrick, Alban, Camelotte, Cornélius Crésus, Lordefous, Père Noël Henri, M. Frankenfine, Sylvestre
- Olivia Luccioni : Ludmilla Punaise (2e voix, à partir de la saison 2), Cecilie Thunderstorm, Arcadie
- Philippe Ariotti : Monsieur le Baron, Pr Pilule
- Marie Millet : Monika, Vampirella
- Élisabeth Fargeot : Dr Elvira Becdecou, Amanda, Mme Frankenfine
- Cyrille Monge : Pr Hubert Coudebec, Cramer
- Catherine Artigala : Eulalia
- Philippe Siboulet : l'Empereur
- Maïa Michaud : Nikki
- Christine Bellier : Ludmilla (1re voix, saison 1), Schubia
- Blanche Ravalec : Malice
- Marianne Leroux : la sorcière Ping
- Marie-Martine : Tante Mirna, Mamie Henriette, Drusa, Mme Schaller
- Jean-Luc Kayser : Monsieur le maire
- Marie-Eugénie Maréchal : Flowipowi, Charles Crésus
- Denise Metmer : Walpurgie
- Gérard Surugue : Directeur Tossini, Germano, M. Whipsnake, Oncle Achmed, Zaraxas, Puck, Père Noël Pierre, Pr Blaséski, Tonton Hugo, Pr Hirondelle
- Jean-Marie Renoux : Hush-Hush
- Vincent Ribeiro : Hui
- Martine Christine : Dorette Dupont
- Erik Colin : Claude Dupont
- Julien Kramer : Tarkan, Marc Sommier
- Sylvie Ferrari : Miranda, Aquarabia
- Olivier Podesta : Dennis, Raji
- Emmanuel Karsen : Charly Leschaines
- Antoine Nouel : Jack Jamdedebois, Christophe Colomb
- Bernard Durand : Joe Lecuredent, Sébastien
- Marie-Laure Beneston : Tantboso
- Valérie de Vulpian : Turbine
- Valérie Nosrée : l'Impératrice chinoise, Valli, Paula
- Marc Bretonnière : Chanchu, M. Clapotin
- Catherine Privat : Tutu
- Vincent Barazzoni : Pedro Tossini, Yamo Yamamoto, Carlo
- Natacha Gerritsen : Gilles
- Françoise Armelle : Assista
- Marie-Christine Adam : Britta
- Brigitte Virtudes : Ronda
- Bruno Rozenker : M. Schmitt
- Lionel Tua : Pablo
- Eric Aubrahn : Père Noël Willi
- Anne Mathot : Vampirino
- Jean-François Kopf : James
- Benoît Du Pac, Renaud Durand, Cyrille Artaux : voix additionnelles

 Source et légende : version française (VF) sur RS Doublage

## Liste des épisodes

### Film (1994)
- Hexen gibt es doch

### Première saison (1997-1998)
1. La Grenouille météorologue (Der Wetterfrosch)
2. La Princesse (Bibi Blocksberg als Prinzessin)
3. Les Joies du babysitting (Bibi Blocksberg als Babysitter)
4. Le Cadeau de Mamie (3 x schwarzer Kater)
5. Un sort super puissant (Der Superhexspruch)
6. Dans la jungle (Bibi Blocksberg im Dschungel)
7. L'Œuf de dinosaure (Bibi Blocksberg und das Dino-Ei)
8. Des vacances effrayantes (Bibi Blocksberg und die Vampire)
9. Où est passé Tarte aux fraises ? (Wo ist Kartoffelbrei?)
10. Le Concours aérien (Das Wettfliegen)
11. Maladie singulière (Die Mathekrankheit)
12. La Nouvelle École (Die neue Schule)
13. Le génie et le Sultan (Bibi Blocksberg im Orient)

### Hors série (2003-2005)
1. Bibi et les Pères Noël (Bibi und die Weihnachtsmänner) (2003)
2. Bibi est amoureuse (Bibi verliebt sich) (2003)
3. Avec ou sans sorcellerie (Geht's auch ohne Hexerei?) (2005)

### Deuxième saison (2006)
1. Le Cacatoès blanc (Der weiße Kakadu)
2. Super caniche Puck (Superpudel Puck)
3. Le Dromadaire ensorcelé (Das verhexte Dromedar)
4. Aventures chez les dinosaures (Abenteuer bei den Dinos)
5. Coup de pouce à la chance (Der Hexenbann)
6. L'Ordisorcière (Die Computerhexe)
7. L'Anniversaire d'Amanda (Der Hexengeburtstag)
8. Les Fantômes du château (Die Schlossgespenster)
9. Sorcellerie au cirque (Hexerei im Zirkus)
10. L'Anniversaire de Maman (Mamis Geburtstag)

### Troisième saison (2009)
1. Maman en difficulté (Mami in Not)
2. Escapade en canoë (Eine wilde Kanufahrt)
3. Le Trésor englouti (Der versunkene Schatz)
4. Mamie Henriette fait des vagues (Oma Grete sorgt für Wirbel)
5. Drôle de formule (Hexspruch mit Folgen)
6. La Mauvaise Boule de cristal (Die vertauschte Hexenkugel)
7. L'Horoscope de sorcières (Das Hexenhoroskop)
8. Le Septième Manuel de sorcellerie (Das siebte Hexbuch)
9. Le Balai-turbo (Der Turbobesen)
10. L'Herbe chinoise des sorcières (Das chinesische Hexenkraut)
11. Le Voyage scolaire (Die Klassenreise)
12. La Poudre d'étoile magique (Der magische Sternenstaub)
13. Le Lutin de la boîte aux lettres (Der Kobold aus dem Briefkasten)

### Quatrième saison (2012)
1. Hexerei im Spukhaus
2. Verhexte Marionetten
3. Der magische Koffer
4. Die verhexte Sternenreise
5. Der zerbrochene Besen
6. Manias magische Mixtur
7. Reise in die Vergangenheit
8. Das magische Pendel
9. Papi als Clown
10. Die fremde Hexe
11. Das Hexenhotel
12. Das große Besenrennen
13. Kreuzfahrt mit Oma Grete

## Autres adaptations

### Films
- Bibi Blocksberg, l'apprentie sorcière (2002), film allemand de Hermine Huntgeburth
- Bibi Blocksberg et le secret des chouettes bleues (2004), film allemand de Franziska Buch
- Bibi et Tina, le film (2014), film allemand de Detlev Buck
- Bibi et Tina : Complètement ensorcelée ! (2014) film allemand de Detlev Buck
- Bibi et Tina : Filles contre Garçons (2016) film allemand de Detlev Buck
- Bibi et Tina : Quel tohubohu (2017) film allemand de Detlev Buck

### Série
- Tous en selle avec Bibi et Tina (2004-2008), série d'animation allemande

### Jeux vidéo
- 2001 : Bibi Blocksberg: Im Bann der Hexenkugel sur Game Boy Color
- 2001 : Bibi Blocksberg: Verhexte Ferien sur Windows et Mac
- 2002 : Bibi und Tina: Fohlen Felix in Gefahr sur Game Boy Color
- 2005 : Bibi Blocksberg: Der Magische Hexenkreis sur Game Boy Advance
- 2006 : Bibi und Tina: Ferien auf dem Martinshof sur Game Boy Advance
- 2008 : Bibi Blocksberg: Neustadt im Hex-Chaos sur Nintendo DS
- 2009 : Bibi & Tina: The Great Hunt sur Nintendo DS
- 2010 : Bibi Blocksberg: Das grosse Hexenbesen-Rennen! sur Wii
- 2013 : Bibi Blocksberg: Das grosse Hexenbesen-Rennen 2 sur Wii et Nintendo 3DS
- 2014 : Bibi & Tina sur Nintendo 3DS

### Manga
Bibi & Miyu est un manga avec un scénario de Olivia Vieweg et illustré par Hirata Natsume. Dans ce manga, une nouvelle élève venue du Japon, Miyu, arrive dans la classe de Bibi, qui se lit vite d'amitié avec elle.
- (de) Bibi & Miyu 1, Tokyopop, 2019   (ISBN 978-3-8420-4889-8)
- (de) Bibi & Miyu 2, Tokyopop, 2020   (ISBN 978-3-8420-5882-8)
- (de) Bibi & Miyu 3, Tokyopop, 2022, n'est pas encore paru